# Peabiru
Peabiru – miasto i gmina w Brazylii, w stanie Parana. Znajduje się w mezoregionie Ocidental Paranaense i mikroregionie Campo Mourão.